# ホシの夜
「ホシの夜」（ホシのよる）は、kannivalismの2枚目のシングル。

## 解説
- 初回盤にはDVDが付いている。

## 収録曲
1. ホシの夜
  - 作詞：兒玉怜／作曲：富山裕地

日本テレビ系『恋愛部活（ラブカツ）』2007年1月度エンディングテーマ
2. 幸せの絵本
  - 作詞：兒玉怜／作曲：濱田圭